# Assembleia Nacional do Níger
A unicameral Assembleia Nacional do Níger é o corpo legislativo do país.

## Composição
A atual Assembleia Nacional, formada na sequência das eleições realizadas em 4 de dezembro 2004, tem um total de 113 membros. 

## Últimas eleições
| Partidos | Partidos | Votos | %    | Assentos |
| --- | --- | ----- | ---- | -------- |
| Movimento Nacional da Sociedade de Desenvolvimento (Mouvement National de la Societé de Développement-Nassara)   | Movimento Nacional da Sociedade de Desenvolvimento (Mouvement National de la Societé de Développement-Nassara) |       | 37.2 | 47       |
| PNDS e aliados                                                                                                   | Partido de Democracia e Socialismo do Níger (Parti Nigerien pour la Democratie et le Socialisme) |       | 13.4 | 17       |
| PNDS e aliados                                                                                                   | Combinada com a lista Partido Democrático Progressista-africano Rally do Níger (Parti Progressiste Nigérien-Rassemblement Démocratique Nigerien) e Partido de Auto-gestão do Níger (Parti Nigérien pour l’Autogestion-Al'ouma) |       | 2.7  | 4        |
| PNDS e aliados                                                                                                   | Combinada com a lista União Independente de Nigeriens (Union des Nigériens Indépendants) e União para a Democracia e a República (Union pour la Démocratie et la République-Tabbat)                                            |       | 3.3  | 2        |
| PNDS e aliados                                                                                                   | Combinada com a lista Partido Democrático Progressista-africano Rally do Níger (Parti Progressiste Nigérien-Rassemblement Démocratique Nigerien)                                                                               |       | 1.9  | 2        |
| Convenção democrática e Social (Convention démocratique et sociale-Rahama)                                       | Convenção democrática e Social (Convention démocratique et sociale-Rahama) |       | 17.4 | 22       |
| Reunião Democrática Social (Rassemblement social démocratique-Gaskiya)                                           | Reunião Democrática Social (Rassemblement social démocratique-Gaskiya) |       | 7.1  | 7        |
| Reunião de Democracia e Progresso (Rassemblement pour la Démocratie et le Progrès-Jama'a)                        | Reunião de Democracia e Progresso (Rassemblement pour la Démocratie et le Progrès-Jama'a) |       | 6.5  | 6        |
| Aliança para Democracia e Progresso do Níger (Alliance nigérienne pour la démocratie et le progrès-Zaman Lahiya) | Aliança para Democracia e Progresso do Níger (Alliance nigérienne pour la démocratie et le progrès-Zaman Lahiya) |       | 5.4  | 5        |
| Partido de Socialismo e Democracia no Níger (Parti pour le socialisme et la démocratie au Niger-Alheri)          | Partido de Socialismo e Democracia no Níger (Parti pour le socialisme et la démocratie au Niger-Alheri) |       | 1.3  | 1        |
| Total (afluência 44.7 %)                                                                                         | Total (afluência 44.7 %) |       |      | 113      |
| Fonte: africanelections.tripod.com                                                                               | |       |      |          |